# Igreja de São Pantaleão (São Luís)
A Igreja de São José e São Pantaleão está localizada no cruzamento entre as ruas de São Pantaleão e das Cotovias, no centro de São Luís, e é uma das igrejas mais importantes da cidade. Embora seja vulgarmente conhecida como São Pantaleão, esta igreja é originalmente consagrada a São José da cidade.

## Histórico
Em 15 de junho de 1780, Pantaleão Rodrigues de Castro e Pedro da Cunha, naturais de São Luís, lançaram a pedra fundamental da igreja dedicada a São José, numa cerimônia assistida pelo padre João Duarte da Costa, governador do bispado e chantre da Catedral. Acredita-se que esta obra tenha sido paralisada em 1782, pois o mestre Pantaleão Rodrigues pediu licença para erguer uma capela na rua de Santa Rita, em homenagem ao mesmo santo.
Pedro da Cunha falece em 1789 e a obra é continuada por Pantaleão e seu filho, Manoel Rodrigues de Castro, cavaleiro da Ordem de Cristo e tenente-coronel do regimento de pedestres. A obra, ainda não concluída, foi doada em 14 de julho de 1793 à Santa Casa da Misericórdia, que pagou 1$280 pela escritura, para nela estabelecer a igreja e um hospital; os doadores ofereceram ainda uma imagem de São José, com a condição de que fossem sepultados na igreja, e de que o santo fosse celebrado anualmente. Não havendo espaço suficiente diante da igreja para um festejo, a Santa Casa deliberou a compra de parte do terreno em frente, que acabou doado por Gabriel Raimundo Lapemberg, seus irmãos e Bernardo Pereira de Berredo. Em 10 de maio de 1794, a Câmara Municipal cedeu um terreno com 43 braças de frente e 24 braças de lado, em frente à Rua do Passeio e aos fundos do templo, para sua ampliação. Estando a igreja em ruínas, em 5 de novembro de 1804, o padre José João Beckman e Caldas recebeu a ordem de transferir os restos mortais dos que haviam sido sepultados ali para outra igreja ou cemitério.
A igreja foi reconstruída ao longo dos anos seguintes, sendo finalmente aberta em 19 de março de 1817. Os primeiros ornamentos foram doados pelo brigadeiro José Gonçalves da Silva. Pantaleão Rodrigues faleceu antes da abertura, entretanto, teve seus restos mortais transladados para a igreja em 1830 e, em sua homenagem, a igreja é conhecida como São Pantaleão. Em sua lateral esquerda funcionou desde 1829 a roda dos expostos, destinada a acolher recém-nascidos filhos de mães solteiras que não podiam cria-los. Diversas restaurações durante os séculos XIX e XX, mantiveram a igreja em boas condições. Porém, em 1976, uma reforma mal-sucedida feita pelo padre André Koning terminou por descaracteriza-la interna e externamente. Um fato relevante na história desta igreja foi a transferência dos ossos de quem os fieis acreditavam ser uma heroína cristã, Santa Severa, em 1877.

## Características
A fachada é simples e simétrica. Suas 3 janelas centrais tem balcão de ferro e as laterais, menores, são fechadas por treliças. O frontão, encimado por cruz de ferro, é contornado por cornijas e possui em seu centro um círculo em alto relevo. Possui duas torres laterais de base quadrangular, também encimadas por cruzes de ferro, uma delas com três aberturas, onde ficam os sinos, e a outra, fechada, com dois relógios. O altar consiste de uma cortina que acompanha a ábside, com uma mesa de concreto e um sacrário de metal encimado por cruz de madeira. O coro é de madeira e protegido por gradeado de ferro. As paredes internas são revestidas por azulejos industriais.